# Kamenec Podolský (hrad)
Kamenec Podolský je bývalý rusínsko-litevský hrad a později třídílná polská pevnost, která se nachází ve městě Kamenec Podolský, v historické oblasti Podolí, v západní části Ukrajiny. Jeho jméno je připisováno kořenovému slovu kamin, od slovanského slova pro kámen.
První písemné zmínky o hradu pocházejí z počátku 14. století, i když nedávné archeologické objevy prokázaly existenci sídla již ve 12. či 13. století. Hrad byl původně postaven za účelem ochrany mostu spojujícího město, které se nachází na poloostrově obklopeným řekou Smotryč. Most sloužil k přechodu na protější břeh. Hrad stojí na vrcholu poloostrova a tvoří přirozený obranný systém pro město. Jeho umístění na strategické dopravní křižovatce v Podolii učinilo z hradu cíl pro útočníky, kteří přestavěli zámek tak, aby vyhovoval jejich vlastním potřebám, což přispělo k jeho multikulturní architektonické rozmanitosti. Konkrétně se tento komplex skládá ze starého města vybudovaného králem Kazimírem IV. Jagellonským, starého hradu přestavěného králem Zikmundem I. Starým a Štěpánem Báthory, a nového hradu založeného králem Zikmundem III. Vasou a Vladislavem IV. Vasou. Přes mnoho architektonických a inženýrských změn v původní struktuře, hrad stále tvoří koherentní architektonický celek a je jedním z mála středověkých hradů na Ukrajině, který je relativně dobře zachováný. Po mnoha přestavbách současnou podobu získal v 18. století. Pevnost je mimo jiné dějištěm románu Pan Wolodyjowski. Díky zdařilé rekonstrukci ve 2. polovině 20. století je v dobrém stavu a patří k hlavním pozoruhodnostem města.